# برتا ام۱۲

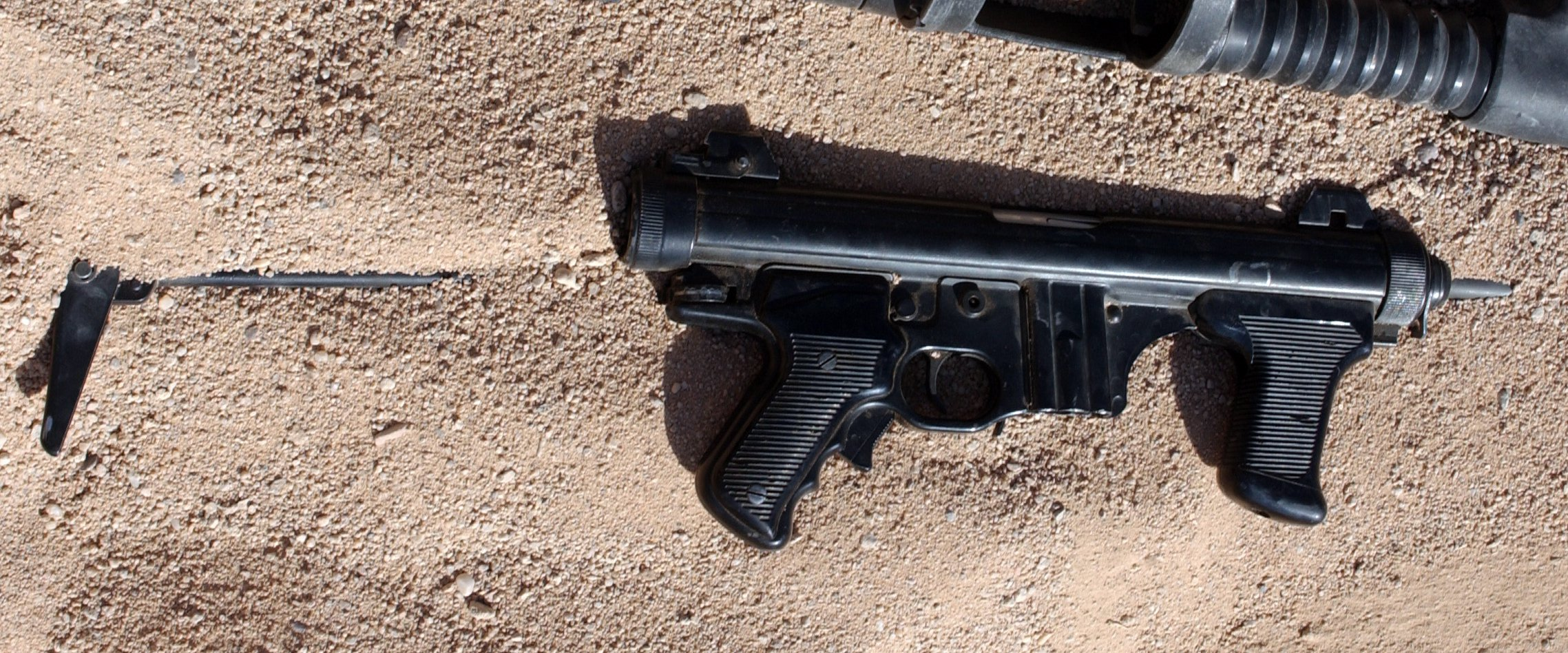
برتا ام۱۲

برتا ام۱۲ یا برتا مدل ۱۲(به ایتالیایی: Beretta M12) یک مسلسل دستی با کالیبر ۹میلی‌متری ساخت شرکت ایتالیایی برتا است. این جنگ‌افزار در سال ۱۹۵۹ میلادی ساخته‌شده و به خدمت ارتش ایتالیا درآمده‌است. کشورهای چندی از آن استفاده می‌کنند و شرکت‌های تورس و پینداد در برزیل و اندونزی پروانهٔ ساخت آن را دارا می‌باشند.

## ویژگی‌ها
درازای این اسلحه با قنداق باز ۶۶۰ میلی‌متر، سیستم مسلح شدن با گلنگدن باز، نرخ آتش ۵۵۰ گلوله در دقیقه، برد مؤثر ۱۰۰ تا ۲۰۰متر می‌باشد.

## به‌کارگیرندگان
- اندونزی
- ایتالیا
- ایران
- بحرین
- برزیل
- عربستان سعودی
- گابن
- گواتمالا
- گویان
- لیبی
- نیجریه
- ونزوئلا